# Braud-et-Saint-Louis
Braud-et-Saint-Louis è un comune francese di 1 409 abitanti situato nel dipartimento della Gironda nella regione della Nuova Aquitania.

## Società

### Evoluzione demografica
Abitanti censiti